# Maxi Priest

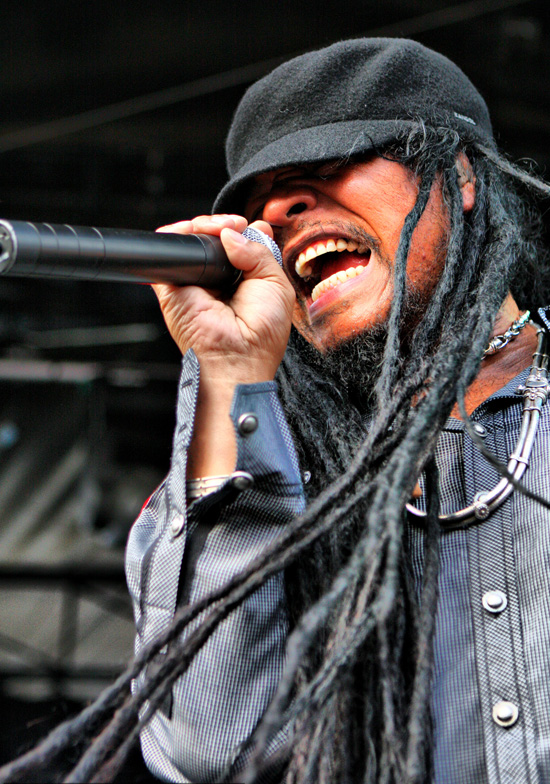
Maxi Priest (2011)

Maxi Priest, född 10 juni 1961 i London, är en brittisk reggaesångare av jamaicanskt ursprung. Han är mest känd för att sjunga reggaemusik med R&B-inflytande. och har haft flera hits både i Storbritannien och USA. En av hans mest kända låtar är coverversionen av Cat Stevens "Wild World".

## Karriär
Maxi Priest föddes i Lewisham i  London, och är den näst yngsta av  nio syskon. Hans föräldrar flyttade från Jamaica till England för att skapa fler möjligheter för familjen, och medan han växte upp lyssnade han mycket på gospel, reggae, R&B och popmusik. Hans farbror, Jacob Miller, var en stor reggae-ikon och en av frontfigurerna i bandet Inner Circle.
Priests musikkarriär började när han började sjunga i södra Londons reggaestudio Saxon Studio International. Han släppte två album You're Safe (1985) och Intentions (1986), men hans första stora album var den självtitlade Maxi Priest (1988), som tillsammans med hans coverversion av Cat Stevens "Wild World", etablerade honom som en av de bästa brittiska reggaesångarna någonsin.
Maxi Priest är en av endast två brittiska reggaeartister/band (tillsammans med UB40) som har toppat den amerikanska Billboard-listan. Det var med låten "Close to You" 1990. En duett med Roberta Flack, "Set the Night to Music", nådde den amerikanska topp tio-listan år 1991. Hans duett med Shaggy 1996, "That Girl", blev också en hit i USA, den kom som nummer tjugo.
Under senare hälften av sin karriär har Priest föredragit att arbeta med andra artister, både etablerade och nykomlingar. Han har arbetat med Sly & Robbie, Shaggy, Beres Hammond, Jazzie B, Apache Indian, Roberta Flack, Shurwayne Winchester, Shabba Ranks och Lee Ritenour.
Det rapporterades i vissa tidningar i Birmingham-området, inklusive Birmingham Mail den 13 mars 2008, att Priest skulle ersätta Ali Campbell som den nya sångaren i UB40, och att han hade spelat in en coverversion av Bob Marleys "I Shot the Sheriff" med bandet, baserat på information från en anonym källa nära bandet. Priest hade varit med på UB40:s turné 2007. Ett uttalande från bandets talesman Gerard Franklyn säger att "Maxi arbetar med bandet för att spela in material, men han kommer inte att vara den nya sångaren, som kommer att bli Duncan Campbell, bror till Ali och Robin Campbell.

## Diskografi

### Album
- You're Safe (1985)
- Intentions (1986) #96 UK
- Maxi Priest (1988) #108 US; #25 UK
- Bonafide (1990) #47 USA; #11 UK
- Fe Real (1992) #191 USA; #60 UK
- Man With the Fun (1996) #108 US
- CombiNation (1999)
- 2 the Max (2005)
- Refused (2007)
- Easy To Love (2014)

### Samlingsalbum
- Best of Me (1991) # 23 UK
- Collection (2000)